# Aldrovandia oleosa
Espèce
Statut de conservation UICN

 LC  : Préoccupation mineure
Aldrovandia oleosa est une espèce de poisson de la famille des Halosauridae.